# Мшанец (Львовская область)
Мшанец (укр. Мшанець) — село в Стрелковской сельской общине Самборского района Львовской области Украины.
Расположено в 36 км от города Старый Самбор и в 130 км от областного центра г. Львова на берегу реки Мшанец.

## Достопримечательность
- Церковь Рождества Пресвятой Богородицы (построенная в 1762 г., реконструкция — в 1922 г.)

## Известные люди, связанные с селом
- М. И. Зубрицкий (1856—1919) — украинский этнограф, фольклорист, педагог, историк, служил священником в Мшанце с 1883 по 1914 г. Автор книги «Село Мшанець Старосамбірського повіту: Матеріали до історії галицького села» (1907).
- Родился А. В. Волощак (1890—1973) — украинский поэт
- Пизнак, Фёдор Иванович (1913—1972) — советский государственный и партийный деятель.